# Provincia Istanbul
Provincia Istanbul este o provincie a Turciei cu o suprafață de 5.196 km², localizată în partea de nord-vest a țării.
1. ↑   http://www.istanbul.gov.tr/istanbul-valisi-davut-gul Lipsește sau este vid: |title= (ajutor)